# Annette Hohn
Annette Hohn (n. 22 noiembrie 1966, Schwerin, Germania) este o canotoare ce a reprezentat Germania, medaliată olimpică. A participat la 1 ediție a Jocurilor Olimpice (1992) în care a câștigat 1 medalie de bronz.

## Participări
Lista de mai jos prezintă principalele competiții la care a participat Annette Hohn de-a lungul carierei.
- rowing at the 1992 Summer Olympics – women's coxless four[*][3]